# Ligne de tramway 61 (Anvers)
La ligne 61 est une ancienne ligne du tramway vicinal d'Anvers de la Société nationale des chemins de fer vicinaux (SNCV) qui reliait Anvers à Schoten entre 1889 et 1968.

## Histoire
1er avril 1889 : mise en service entre Anvers et Schoten; la section d'Anvers à Merksem est commun avec la ligne Anvers - Brasschaat; écartement du Cap (1 067 mm); traction vapeur; exploitation par la société des Vicinaux anversois (VA); capital 22.
1er juillet 1905 : extension de Schoten vers Schoten Vaart
21 juin 1908 : électrification de la section Anvers - Schoten Vaart; extension vers Schoten Hof (traction électrique).
1919 : mise à l'écartement métrique (1 000 mm).
1920 : reprise de l'exploitation par la SNCV.
8 mai 1941 : extension vers Schoten Frontière de 's-Gravenwezel.
29 mai 1965 : suppression de la section Schoten Lindenlei - Schoten Frontière, maintien du seul service 61/ Anvers - Schoten Lindenlei.
25 mai 1968 : suppression, remplacement par un autobus sous l'indice 61.